# Asteriopathes
Asteriopathes is een geslacht van neteldieren uit de klasse van de Anthozoa (bloemdieren).

## Soorten
- Asteriopathes arachniformis Opresko, 2004
- Asteriopathes colini Opresko, 2004